# Челпанов, Фёдор Иванович
Фёдор Иванович Челпанов (22.9.1903, С.-Петербург — 25.10.49, Ленинград) — контр-адмирал СССР.

## Биография
Фёдор Иванович Челпанов родился 22 сентября 1903 года в Санкт-Петербурге.
1921 — поступил на службу в ВМС РККА.
1925 — окончил Военно-морское училище, а в 1927 — артиллерийский класс спецкурсов комсостава ВМС РККА.
1925—1932 — служил артиллеристом, вахтенным начальником на кораблях ВМС РККА: Линкор «Марат», линейный корабль «Парижская Коммуна».
1937 — начальник артиллерийской службы УМС[уточнить] РККА.
В 1938—1939 годах командир линейного корабля «Парижская Коммуна» на Черноморском флоте.
1939—1940 — командир ОЛС КВФ[уточнить]. Отстранён от должности за нарушение воинской дисциплины.
11.1940 — назначен начальником артиллерийского факультета ВМА[уточнить] им. К. Е. Ворошилова.
7-10.1941 — руководил отдельными боевыми действиями ЛВФ[уточнить]. Один из основных виновников провала десантной операции на острова Лункулансаари и Мантсинсаари. При участии Ф. И. Челпанова было начато формирование Онежской, Чудской, Ильменской военных флотилий, отряда кораблей р. Нева, бригад морской пехоты, строительство батарей береговой обороны.
11.1941—6.1942 — командир 2-й БРК ВВФ[уточнить], по совместительству старший морской начальник г. Казань.
6-11.1942 — начальник АНИМИ ВМФ[уточнить].
1943 — находился на стажировке на Северном флоте, где принимал участие в боевых действиях.
С 1948 — старший преподаватель кафедры военно-морских дисциплин ВВА им. К. Е. Ворошилова[уточнить].
Скончался 25.10.49 в Ленинграде. Похоронен на Большеохотинском кладбище.

## Награды[4]
- Орден Красного Знамени — 03.11.1944
- Орден Красной Звезды — 22.02.1938
- Орден Ленина — 05.11.1946
- Медаль «За оборону Ленинграда»
- Медаль «За победу над Германией в Великой Отечественной войне 1941—1945 гг.»